# كاستيخون دي ألاربا
بلدية قسطجون الأربعاء (بالإسبانية: Castejón de Alarba) هي بلدية تقع في مقاطعة سرقسطة التابعة لمنطقة أراغون شمال شرق إسبانيا.

## الديموغرافيا
بلغ عدد سكان بلدية قسطجون الأربعاء 97 نسمة عام 2011 (وفقاً للمعهد الوطني الإسباني للإحصاء).
| 121 | 118 | 106 | 99 | 107 | 107 | 97 |